# Блум, Джуди
Джуди Блум (англ. Judy Blume, род. 12 февраля 1938, Элизабет, Нью-Джерси) — американская писательница, известна своими книгами для детей и подростков. Одна из первых авторов подростковой литературы, затрагивающих в своих романах табуированные темы: от мастурбации и менструации до подросткового секса, контрацепции. Некоторые одобряют её за то, что она обращается к темам, которые волнуют её аудиторию, другие критикуют за это и пытаются запретить её книги. Сама Блум говорит так: «Я хочу быть честной. И я чувствую, что (когда я была ребёнком) ни один взрослый не был честен со мной. Раньше мы не знали того, что нам стоило бы знать».
Несмотря на критику, общий тираж книг Блум превышает 82 миллиона, и они переведены на 32 языка. За свои романы Блум получила более 90 литературных наград, в том числе «награду Маргарет Эдвардс» за вклад в подростковую литературу. Самые известные её книги — «Ты здесь, Бог? Это я, Маргарет» и «Дени».

## Ранние годы
Блум родилась и выросла в городе Элизабет, штат Нью-Джерси. Её мать была домохозяйкой, а отец дантистом. У Джуди есть брат, который старше её на пять лет. По словам Блум, она «провела большую часть своего детства, выдумывая истории у себя в голове». После школы Джуди поступила в Бостонский университет. Когда она была только на первом курсе, у неё диагностировали инфекционный мононуклеоз, из-за чего ей пришлось взять академический отпуск. В 1961 она получила степень бакалавра.
В 1951 и 1952 в её родном городе потерпели крушение три самолёта. В результате умерло 118 человек и отец Джуди помогал идентифицировать останки. Блум говорил, что надолго «похоронила» те воспоминания, однако вернулась к ним в 2015 году, когда начала писать свой роман In the Unlikely Event, в котором сюжет вращается вокруг тех аварий.
Блум всегда любила много читать, а сама начала писать ещё ребёнком. Свою первую книгу она опубликовала в 1969 году. В следующие десять лет она опубликовала 13 книг, многие из которых считаются самыми известными её работами. Несколько её работ появились в списках детских книг бестселлеров на все времена.
После книг для подростков и детей Блум перешла на книги для взрослых, затрагивающие темы смерти и реалий взрослой жизни. Её книги «Женушка» (Wifey, 1978) и «Умные женщины» (1983) попали в список бестселлеров по версии The New York Times. Её третий роман для взрослых, Summer Sisters (1998), был распродан тиражом в более чем три миллиона экземпляров. Книга пять месяцев держалась в списке бестселлеров по версии The New York Times: в твёрдой обложке книга попала на третье место, а в мягкой — на первое.
Общий тираж книг Блум превышает 82 миллиона, они переведены на 32 языка. Джуди получила более 90 литературных наград за свои романы, в том числе награду «Маргарет Эдвардс» с формулировкой «за значительный и длительный вклад в подростковую литературу». В апреле 2000 года библиотека Конгресса США включила её в «список живых легенд» в категории «писатели и художники» за «значительный вклад в Американское культурное наследие».
Режиссёром экранизации книги Блум «Глаза тигра» был её сын, Лоуренс Блум. Фильм вышел в 2012 году. В нём снялись Уилла Холланд и Эми Джо Джонсон.
На протяжении своей карьеры, Блум поддерживала организации, защищающие интеллектуальную свободу. Она также основательница и попечительница благотворительной и образовательной организации под названием «Детский фонд».
В октябре 2017 года Йельский университет приобрел архив работ Блум, куда входят некоторые её ранние неопубликованные работы.
В своих книгах для подростков Блум поднимает такие темы, как расизм (Iggie’s House), менструация (Ты здесь, Бог? Это я, Маргарет), развод (It’s Not the End of the World, Just as Long as We’re Together), травля в школе (Blubber), мастурбация (Deenie, Then Again, Maybe I Won’t), сексуальность человека (Forever) и семейные проблемы (Here’s to You, Rachel Robinson).

## Личная жизнь
Джуди была замужем за Джоном М. Блумом, с которым она познакомилась, когда училась в университете. У них двое детей: дочь Редли и сын Лоуренс, а также внук Элиот. Джуди и Джон расстались в 1975 и через год официально развелись. Позже Джуди назвала свой брак «удушающим». Вскоре после развода Джуди встретила физика Тома Китченса. Они поженились в 1976, однако развелись через два года. С 1987 Блум замужем за Джорджем Купером, бывшим преподавателем и автором нон-фикшн книг. От этого брака у Джуди родилась дочь Аманда. Блум признаётся, что на главного героя романа Fudge вдохновил её сын, Лоуренс.
В 2012 году у Блум диагностировали рак груди.